# Arvo Askola
Arvo Askola (Valkeala, 2 de dezembro de 1909 – Kuusankoski, 23 de novembro de 1975) foi um atleta finlandês que competiu nos Jogos Olímpicos de Verão de 1936 e ganhou uma medalha de prata na prova de 10 000 metros.